# 300 (コミック)
『300』は、1998年にダークホースコミックスから出版されたアメリカン・コミック。原作・作画はフランク・ミラー、着色：リン・バーリー。
このコミックは、ペルシア戦争のテルモピュライの戦いとスパルタのレオニダス1世の逸話を脚色したストーリーである。300とはスパルタ軍の兵隊の数を表している。ミラーが少年期に見た1962年の映画『スパルタ総攻撃』の影響を受けている。2007年、ザック・スナイダー監督により製作された同名映画が公開された。

## 概要
コミックの全ページは2ページの見開きで描かれた。シリーズがハード・カバーになったとき、各ページは通常のコミックの二倍の大きさとなった。このプロジェクトのためのミラーのアート・スタイルはシン・シティのときと類似しているが、一貫した色の追加は明らかに違っている。
ダーク・ホース・コミックによって月刊で全5号のリミテッド・シリーズとして発表され、創刊号が1998年5月に発行された。それらの号のタイトルは『Honor』、『Duty』、『Glory』、『Combat』、『Victory』だった。それらは1999年にアイズナー賞を受賞した（「ベスト・リミテッド・シリーズ」「ベスト・ライター/アーティスト」をフランク・ミラー、「ベスト・カラリスト」をリン・バーリー）。作品は、1999年にハード・カバーの単行本に集められた。
映画化による再評価によって、大型ペーパー・バック版の売上が伸びた。第10刷が40,000部発行され、第11刷も発行された。最初の巻が1999年に発売された時から数え、88,000部印刷されている（2007年1月時点）。

## あらすじ
紀元前480年、スパルタ王レオニダスは、来たるべきペルシア王クセルクセスの侵攻を防ぐため、精鋭300人の配下を集める。スパルタ軍と同盟国は、玉砕を覚悟のうえで、「熱き門」の狭い崖にてペルシア軍を迎え討つ手筈であった。この地形によって、彼らギリシア連合軍はクセルクセスの大軍を押しとどめることに成功する。
戦いを前に、エピアルテスというスパルタ人がレオニダスに自分も戦わせてくれるように頼むが、そのせむし姿では盾を高く持ち上げることができずファランクスとして役に立たないため、拒絶される。
スパルタ軍と同盟国は二昼夜の間、首尾よくペルシア軍の撃退に成功する。そして休戦の間、クセルクセスはレオニダスに会い、富や権力と引き換えに降伏するよう促す。レオニダスは断り、そして戦いは続く。失意のエピアルテスはギリシアを裏切り、背後から攻撃できる小道があることをペルシア軍に密告してしまう。
ペルシア軍の策略を知り、ギリシア連合軍はもはや自陣を守りきれないことを悟ったものの、スパルタ軍らは撤退を拒否する。そしてペルシア軍との決戦を前に、レオニダスは配下のディリオスに対し、この戦いを後世に語り継ぐため逃げて生き延びるように命令する。
三日目には、残った盟友であるテスピアイ軍もすでに全滅し、スパルタ軍はペルシア軍に包囲されていた。クセルクセスは最後の降伏の機会をレオニダスに与える。しばらくの逡巡の後、レオニダスはそれに応じ、武器を投げ捨てる。しかし、これはレオニダスによる罠であった。レオニダスは攻撃の合図を送り、「神王」に血を流させるべく、クセルクセスに槍を投げつけ、成し遂げる。その後、スパルタ軍は一人残らず矢で殺された。
そして物語は一年後に移り、プラタイアの戦いを前にして、新指揮官ディリオスが軍に対し、レオニダスとその同志たちの勇敢なる犠牲を語る場面で幕を閉じる。

## 書誌情報

### 原書
- 300 ISBN 978-1569714027

1999年12月28日発売 ダークホースコミックス

### 翻訳
- 300（スリーハンドレッド） ISBN 978-4796870368

2007年5月18日発売 小学館集英社プロダクション
- 300〈スリーハンドレッド〉[新訳版] ISBN 978-4796877077

2018年05月09日発売 小学館集英社プロダクション

## 映画化
ミラーは映画ではエグゼクティブ・プロデューサーを勤めた。漫画の雰囲気を再現するためにブルーバック技術を使用し、2007年に普通の映画館とIMAXの映画館の両方で公開された。